# Dem Gerechten muß das Licht, BWV 195
Dem Gerechten muß das Licht, BWV 195 (La llum brillarà sempre pels justos), és una cantata nupcial de Johann Sebastian Bach, estrenada a Leipzig l'11 de setembre de 1741.

## Origen i context
L'autor, desconegut, empra els versicles 11 i 12 del salm 97: “El Senyor és el rei, la terra ho celebra, en el primer número i la primera estrofa de l'himne Nun danket all und bringet Ehr de Paul Gerhardt (1647), en el coral final. Aquesta cantata ens ha arribat amb només sis moviments, però se sap que una redacció anterior, de l'any 1727, en contenia vuit, amb una segona part de tres números que foren substituïts pel coral final –l'únic moviment de la segona part actual –. D'aquests tres números, se n'ha perdut un recitatiu de manera definitiva, però l'ària i el cor formen part de la BWV 30a, composta en homenatge per l'ennobliment de Johann Christian von Hennicke. Hi ha evidències d'algunes versions posteriors, segurament a l'agost de 1748 i l'octubre de 1749. Aquesta versió estava dedicada a la boda del jurista i alcalde de Naumburg, Gottlob Heinrich Pepping amb Joanna Eleonore Schütz – filla del que havia estat pastor de l'església de Sant Tomàs de Leipzig, Wilhem Schütz– descendent del compositor del segle xvii, Heinrich Schütz; com era habitual en les cantates nupcials el text fa al·lusió a la professió del contraient, en aquest cas el dret i la justícia i repeteix de manera insistent Dem Gerechten (al just). Altres cantates conservades per a cerimònies nupcials són, BWV 34a, BWV 120a i BWV 197.

## Anàlisi
Obra escrita per a soprano, baix i cor; tres trompetes i timbals, dues flautes travesseres, dos oboès, dos oboès d'amor, corda i baix continu. Consta de sis números repartits en dues parts interpretades abans i després del Post Copulationem, el ritu matrimonial en sentit estricte.
Primera part
1. Cor: Dem Gerechten muß das Licht immer wieder (La llum brillarà sempre pels justos una altra vegada)
2. Recitatiu (baix): Dem Freudenlicht gerechter Frommen (Pels veritables creients, la llum joiosa)
3. Ària (baix): Rühmet Gottes Güt und Treu (Aclameu el Déu bo i fidel)
4. Recitatiu (soprano): Wohlan, so knüpfet denn ein Band (Vinga, feu-vos doncs, una llaçada)
5. Cor: Wir kommen, deine Heiligkeit (La teva santedat venim a lloar)

Segona part
1. Coral: Nun danket all und bringet Ehr (Ara, homes d'aquest món)

El cor inicial és solemne amb una gran participació vocal – cor de solistes, cor de conjunt – i instrumental – trompetes, timbals, fusta i corda –, dividit en dues seccions corresponents als dos versicles del salm indicats, cadascun dels quals dona lloc a una fuga, hi destaca el tractament donat a la paraula Gerechten (just), que queda aïllada de la resta. El recitatiu de baix del segon número es caracteritza pels tresets del continu que li transmeten tota l'alegria del text. L'ària de baix del tercer número, amb un aire de dansa, destaca pel ritme llombard, el text es presenta dividit en dues seccions molt equilibrades amb tres versos cadascuna. El número 4 més que un recitatiu és un accompagnato de soprano amb les dues flautes travesseres, els dos oboès d'amor i el continu, on destaca una escala de fuses ascendent sobre “ara ha començat Ell”. El cor del cinquè número, amb un ritme proper al d'una polonesa, requereix tot el conjunt instrumental, introdueix amb el ritornello una expressió exaltada i joiosa. La segona part només un conté un número, el coral amb el text indicat cantat amb la coneguda melodia de Lob Gott, ihr Christen alle gleich de Nikolaus Hermann, de l'any 1560 o 1565. Té una durada de gairebé un quart d'hora.

## Discografia seleccionada
John Eliot Gardiner no la inclou en la The complete live recordings from the Bach Cantata Pilgrimage per a (Soli Deo Gloria).
- J.S. Bach: Das Kantatenwerk. Sacred Cantatas Vol. 10. Gustav Leonhardt, Leonhardt-Consort, Knabenchor Hannover (Heinz Hennig, director), Collegium Vocale Gent (Philippe Herreweghe, director), Jan Patrick o’Farell (solista del cor), René Jacobs, John Elwes, Harry van der Kamp. (Teldec), 1994.
- J.S. Bach: Complete Cantatas Vol. 21. Ton Koopman, Amsterdam Baroque Orchestra & Choir, Johannette Zomer, Klaus Mertens. (Challenge Classics), 2006.
- J.S. Bach: Cantatas Vol. 51. Masaaki Suzuki, Bach Collegium Japan, Hana Blazikova, Peter Kooij. (BIS), 2012.
- J.S. Bach: Church Cantatas Vol. 59. Helmuth Rilling, Würtembergisches Kammerorchester Heilbron, Gächinger Kantorei Stuttgart, Shihomi Ionue-Heller, Anfreas Schmidt. (Hänssler), 1999.